# Assuan (guvernement)

Guvernementets flagga

Lägeskarta

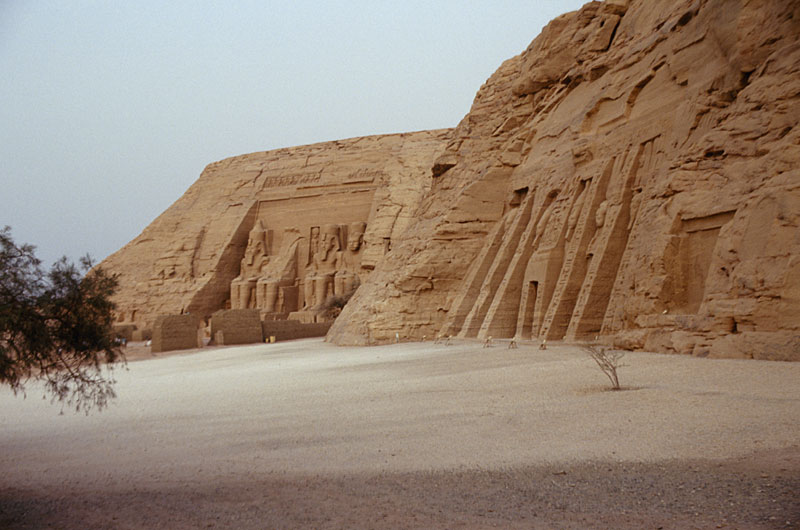
Templen i Abu Simbel

Guvernementet Assuan (arabiska: محافظة أسوان, Muhafazat Aswan) är ett av Egyptens 27 muhāfazāt (guvernement). Guvernementet ligger i landets södra del (Övre Egypten) vid Nilen och gränsar i söder mot Sudan (delstaten ash-Shamaliyya).

## Geografi
Guvernementet har en yta på cirka 62 726 km²med cirka 1,5 miljoner invånare. Befolkningstätheten är cirka 24 invånare/km².
Templen i Abu Simbel som upptogs på Unescos världsarvslista 1979 ligger cirka 240 km sydväst om Assuan.
Assuandammen och den konstgjorda Nassersjön ligger direkt söder om Assuan.

## Förvaltning
Guvernementets ISO 3166-2 kod är EG-ASN och huvudort är Assuan. Guvernementet är indelat i 6 markas (områden), 2 kism (distrikt) och 2 städer.
Andra större städer är Abu Simbel, Idfu och Kom Ombo.